# Tōkō Shinoda
 (octobre 2014).
Si vous disposez d'ouvrages ou d'articles de référence ou si vous connaissez des sites web de qualité traitant du thème abordé ici, merci de compléter l'article en donnant les références utiles à sa vérifiabilité et en les liant à la section « Notes et références ».
Tōkō Shinoda (篠田 桃紅, Shinoda Tōkō), née à Dalian en Manchourie le 28 mars 1913 et morte à Tokyo le 1er mars 2021 est une artiste japonaise faisant des tableaux au sumi ainsi que des estampes. Son art confond la calligraphie traditionnelle avec l'expression abstraite. En 1983, dans une entrevue avec le magazine Time, elle note que ses « réalisations de pionnière sont analogues à celles de Picasso[réf. souhaitée] ». Les œuvres de Shinoda ont été exposées au musée national de la Haye, à l'Art Institute of Chicago, au musée d'art de Cincinnati ainsi que dans d'autres grands musées dans le monde.

## Biographie
Shinoda naît en Manchourie où son père dirige une fabrique de tabac. Deux ans plus tard, sa famille rentre au Japon. Influencée par la passion de son père pour la peinture à l'encre (sumi-e), la calligraphie et la poésie chinoise, Shinoda pratique la calligraphie dès l'âge de six ans.
Shinoda voyage aux États-Unis de 1956 à 1958, époque à laquelle ses œuvres sont achetées par Charles Laughton, John Lewis et le Modern Jazz Quartet. Cette période lui permet de développer sa confiance en son art. Shinoda est également active au sein du mouvement de l’expressionnisme abstrait contemporain.
Shinoda meurt le 1er mars 2021.

## Style et technique
L'artiste préfère ses peintures et ses dessins originaux, parce que le sumi présente un spectre de couleurs illimité. En estampe, Shinoda pratique la lithographie. À la différence de la xylographie qui nécessite un burin ou de l'eau-forte qui emploie de l'acide, la lithographie permet à Shinoda de travailler directement et spontanément sur le plateau avec son coup de pinceau fluide. Les traits de Shinoda ont pour but de suggérer des images de la vitalité de la nature. « Certaines formes flottent dans mon esprit. Des arômes, une brise soufflant, une rafale de pluie trempés de vent... l'air en mouvement, mon cœur en mouvement. J'essaie de capter ces vagues, des images évanescentes de l'instant et de les mettre en forme vivante[réf. souhaitée] ». Les estampes de Shinoda sont de petits tirages, allant généralement de 12 à 55 exemplaires, et après que chaque édition a été tirée, elle ajoute souvent un jet de couleur sumi à la main.

## Œuvres (sélection)
- Criashing, 190 × 96 cm, encre sur papier, 1960
- Journey Autumn, 69 × 139 cm, encre sur papier, 1960
- Serie : Unseen Forms Nrn. 1-8, encre sur papier, 1961
- Fountain, 161,5 × 63,5 cm, écran en quatre parties, encre sur papier d'or, 1961
- Flame, 30 × 40,5 cm, encre et couleur sumi sur papier argentique, 2003
- Tribute, 30 × 40,5 cm, encre et couleurs sur papier argentique, 2003

## Expositions (sélection)
- 1954 : Japanese Calligraphy, Museum of Modern Art (MoMA), Manhattan, New York
- 1958 : Abstrakte Kunst (exposition de groupe), Museum für Moderne Kunst, Tokyo
- 1959 : 4 Künstler in Schwarzer Tusche, musée Kröller-Müller, Otterlo, Pays-Bas
- 1961 : exposition individuelle  Nitta Galerie, Tokyo
- 1961/1962 : Japanische Malerei der Gegenwart, Académie des arts de Berlin, musée Folkwang, Essen, Institut d’art Städel et galerie municipale, Francfort-sur-le-Main
- 2001 : Toko Shinoda Recent Works, galerie Tokyo Humanité, Tokyo
- 2013 : 50 Prints & Paintings, Toko Shinoda at 100, Portland Japanese Garden[4]